# Ribeirão do Pinhal
Ribeirão do Pinhal é um município brasileiro do estado do Paraná. Localizado na Mesorregião do Norte Pioneiro Paranaense e na Microrregião de Cornélio Procópio.

## História
Em 1923, José Domingues Faustino saiu das margens do Rio das Cinzas, acompanhado da família e dos companheiros do empreendimento Emílio Proença, Francisco, Joaquim e Vergílio, chefiando uma caravana. Os viajantes acamparam nas proximidades da Fazenda Santa Rita, região primitivamente habitada por índios coroados.
À medida que os gentios iam-se afastando, a família de José Domingues aproximava-se daquelas terras, na época denominado Espírito Santo do Pinhal. Posteriormente, chegaram Manoel Bonifácio, seu irmão Bernardino Bonifácio, Armando Silva, Joaquim Marcolino e Júlio Menino.
Em 1933 Erasmo Cordeiro assumiu a administração de uma fazenda chamada Yone, para onde se mudou um ano depois.
Como a colonização dessa fazenda deveria ser restaurada, surgiu a necessidade do estabelecimento de comércio e foi Erasmo Cordeiro o inspirador desta ideia que conseguiu autorização do proprietário da fazenda, Marins Alves de Camargo ficando combinado entre ambos a quantidade de alqueires, a forma de doação, a venda de datas e o nome do povoado, Pinhal.
A seguir foram demarcados os primeiros quarteirões, desde então e o povoado já alcançava o mesmo número de casas existentes em Abatiá e Jundiaí do Sul, que eram povoados bem mais antigos.
A 20 de outubro de 1938, foi elevado à categoria de distrito, porém com a denominação de Laranjinha.
Havia nesta época somente uma estrada que ligava Laranjinha a Santo Antonio da Platina, com extensão de 42 km. Os principais meios de transporte eram a jardineira e o cavalo, mas para fazer a viagem num único dia era considerado um tanto penoso. Quando o tempo estava seco alguns recorriam à jardineira, partiam cedo e voltavam a tarde levando aproximadamente 3 horas para cada viagem, porem em dias chuvosos a estrada tornava-se quase intransitável principalmente nas margens do Rio das Cinzas que ficava a 11 km de Santo Antonio da Platina , onde havia uma ponte de madeira precária que com o tempo ruiu totalmente só sendo possível acesso através de balsa. Posteriormente foi construída uma ponte de concreto armado, muito resistente.
Em 1939 Laranjinha foi elevada à categoria de vila, com a denominação de Vila do Pinhal, pertencente ao município de Santo Antônio da Platina.
Em 1947 a Vila do Pinhal, Lei Estadual nº 2, foi elevada à categoria de município. Mas desta vez com a denominação de Ribeirão do Pinhal, porque Laranjinha, nome originado do rio que banha o município, continha em suas águas micróbios transmissíveis da malária, constituindo o terror para a pequena população da antiga vila; e também significativo devida à quantidade de pinheiros existentes no município.
O primeiro prefeito municipal, que foi nomeado, chamava-se Raul Curupaná da Silva, e o primeiro prefeito eleito foi Hermenegildo Cavazzani.

## Geografia
Possui uma área é de 375 km² representando 0,188 % do estado, 0,0665 % da região e 0,0044 % de todo o território brasileiro. Localiza-se a uma latitude 23°25'00" sul e a uma longitude 50°21'00" oeste, estando a uma altitude de 620. Sua população estimada em 2017 era de 13.557 habitantes.

### Demografia
Dados do Censo - 2010
População total: 13.522 (2012)
- Urbana: 11.090
- Rural:  2.434
- Homens: 6.175
- Mulheres: 7.214

Densidade demográfica (hab./km²): 34,8
Índice de Desenvolvimento Humano (IDH-M): 0,701
- IDH-M Renda: 0,650
- IDH-M Longevidade: 0,706
- IDH-M Educação: 0,788

## Administração
- Prefeito: Dartagnan Calixto Fraiz (2021/2024)
- Vice-prefeito: Rodrigo Lanini Borges
- Presidente da Câmara: ? (2021/2022)

### Lista de ex-prefeitos
| Nº | Nome                               | Partido | Início do mandato    | Fim do mandato         | Observações       |
| 1  | Raul Curupaná da Silva             | —       | 1947                 | 1947                   | Prefeito nomeado  |
| 2  | Hermenegildo Cavazzanni            | —       | 1948                 | 1951                   | Prefeito eleito   |
| 3  | Erasmo Cordeiro                    | —       | 1952                 | 1955                   | Prefeito eleito   |
| 4  | Antonio Silveira Pinto             | —       | 1956                 | 1956                   | Prefeito nomeado  |
| 5  | Feliciano Nogari                   | —       | 1957                 | 1957                   | Prefeito nomeado  |
| 6  | Marcionílio Reis Serra             | —       | 1958                 | 1959                   | Prefeito nomeado  |
| 7  | Júlio Farah                        | —       | 1960                 | 1961                   | Prefeito eleito   |
| 8  | Antônio Rogério Rosa               | —       | 1962                 | 1963                   | Prefeito eleito   |
| 9  | Fernando César de Oliveira         | —       | 1964                 | 1968                   | Prefeito eleito   |
| 10 | Marcionílio Reis Serra             | —       | 1969                 | 1972                   | Prefeito nomeado  |
| 11 | Anézio de Souza                    | —       | 1973                 | 1976                   | Prefeito nomeado  |
| 12 | Edeval Gonçalves de Azevedo        | —       | 1977                 | 1982                   | Prefeito nomeado  |
| 13 | Ademar Gonçalves Correa            | —       | 1983                 | 1988                   | Prefeito eleito   |
| 14 | Jonas Carvalho Netto               | —       | 1988                 | 31 de dezembro de 1992 | Prefeito eleito   |
| 15 | Edeval Gonçalves de Azevedo        | —       | 1 de janeiro de 1993 | 31 de dezembro de 1996 | Prefeito eleito   |
| 16 | Benedito Antônio da Silveira Pinto | —       | 1 de janeiro de 1997 | 31 de dezembro de 2000 | Prefeito eleito   |
| 17 | Benedito Antônio da Silveira Pinto | PFL     | 1 de janeiro de 2001 | 31 de dezembro de 2004 | Prefeito reeleito |
| 18 | Moacir Ribeiro Lataliza            | PDT     | 1 de janeiro de 2005 | 31 de dezembro de 2008 | Prefeito eleito   |
| 19 | Dartagnan Calixto Fraiz            | PDT     | 1 de janeiro de 2009 | 31 de dezembro de 2012 | Prefeito eleito   |
| 20 | Dartagnan Calixto Fraiz            | PSD     | 1 de janeiro de 2013 | 31 de dezembro de 2016 | Prefeito reeleito |
| 21 | Wagner Luiz Oliveira Martins       | PHS     | 1 de janeiro de 2017 | 31 de dezembro de 2020 | Prefeito eleito   |